# Leptobotia zebra
Leptobotia zebra är en fiskart som först beskrevs av Wu, 1939.  Leptobotia zebra ingår i släktet Leptobotia och familjen nissögefiskar. Inga underarter finns listade i Catalogue of Life.